# Amber River 211
Amber River 211 är ett reservat i Kanada.   Det ligger i provinsen Alberta, i den centrala delen av landet, 3 200 km väster om huvudstaden Ottawa.
I omgivningarna runt Amber River 211 växer i huvudsak blandskog. Trakten runt Amber River 211 är nära nog obefolkad, med mindre än två invånare per kvadratkilometer.